# Lappland tartomány
Lappland (Lappföld) Svédország-Finnország egyik történelmi tartománya volt. Szomszédai Jämtland, Ångermanland, Västerbotten és Österbotten tartományok. 1809-ben két részre szakadt: egy svéd és egy finn részre.

## Megyék
Fő szócikkek: Norrbotten megye, Västerbotten megye, Lappföld (finn tartomány)

## Történelem
A tartomány a Torne-folyón keresztül Finnországba nyúlt át. Az 1809-es béke után egész Finnország és Kelet-Norrland Oroszország birtokába került.

## Földrajz
A svéd részen levő városok:
- Kiruna (1944)
- Lycksele (1946)

Nemzeti parkok:
- Abisko
- Björnlandet
- Muddus
- Padjelanta
- Pieljekaise
- Sarek
- Stora Sjöfallet
- Vadvetjåkka

## Kultúra
Lappföldet szinte teljes egészében az UNESCO világörökségnek nyilvánította.

## Címer
A tartománynak soha nem volt hercegi rangja, de 1884. január 18-án a címerre feltehette a hercegi koronát.
A címert 1560-ban, I. Vasa Gusztáv temetésekor kapta.